# Duplexer

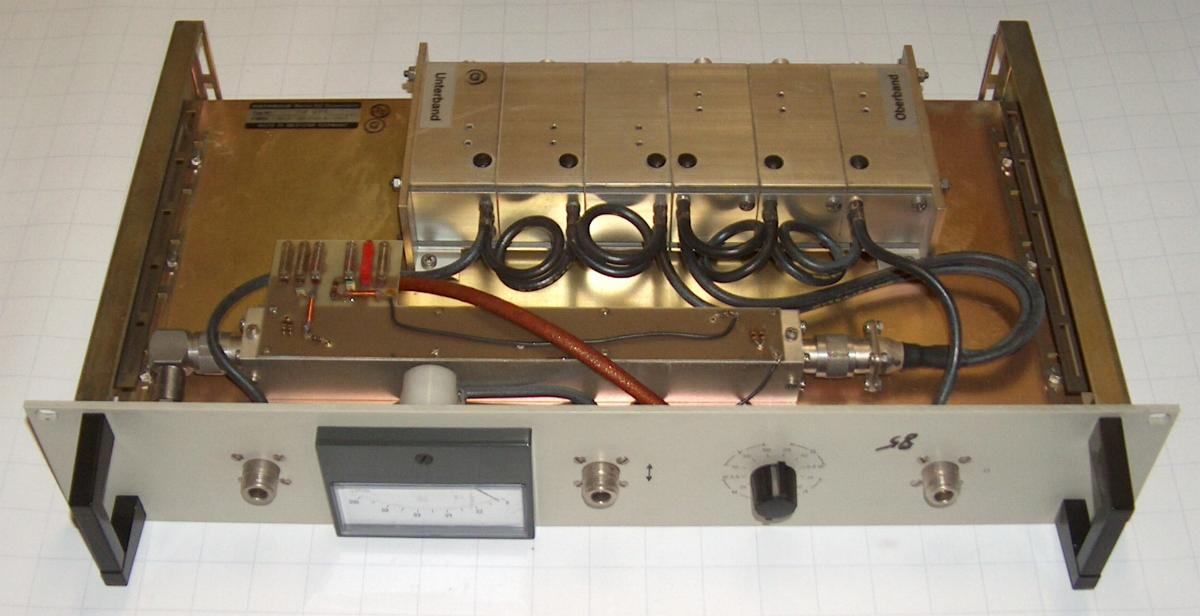
Duplexer

Een duplexer is een schakeling die gebruikt wordt in radiocommunicatie- en radarsystemen waarbij er één antenne gebruikt wordt voor zowel het verzenden als voor het ontvangen van het binnenkomende signaal. Bij het zenden kan de zendpuls ongestoord van de zendinstallatie (bijvoorbeeld magnetron of travelling wave tube) naar de antenne (zonder de ontvanger te bereiken). En andersom kan het ontvangen signaal van de antenne naar de ontvanger (zonder dat de zender een belasting vormt).

## Gebruik bij radar

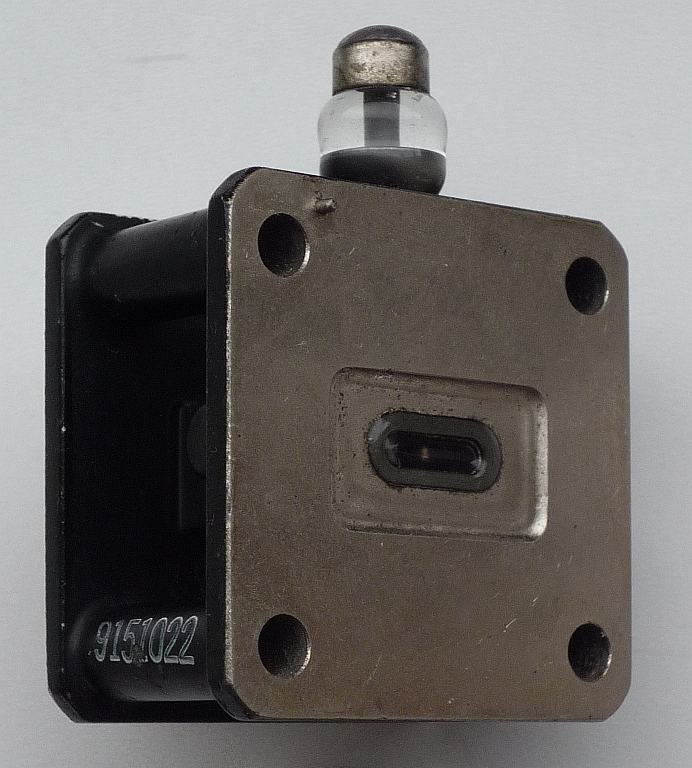
ATR-switch (9GHz-systeem)

Deze schakeling kan op verschillende manieren worden uitgevoerd. Bij gebruik van golfpijpen wordt dit gerealiseerd door gebruik te maken van RT- of ATR-schakelaars (TR- ATR-switches of -tubes) en juist gedimensioneerde lengtes van golfpijpen.
Een ATR-switch is een afgestemde holte (Engels: tuned cavity) waarin een ioniseerbaar gas aanwezig is. Zodra de zendpuls (met een hoog energieniveau) deze holte bereikt ioniseert het gas zeer snel en veroorzaakt daardoor een kortsluiting en voorkomt hierdoor dat de zendenergie verder kan en de ontvanger bereikt (en de detector van de ontvanger vernietigt). Om het schakelen zo snel mogelijk (in termen van nanosecondes) te realiseren wordt een voorspanning aangebracht. Ontvangen energie (van een veel lager niveau) kan de ATR-switch gewoon passeren.
In de duplexer wordt door een juist gebruik van de lengte van de golfpijpen bereikt dat in het pad van de antenne naar de ontvanger de aansluiting van de zender aan de duplexer niet 'gezien' wordt.